# Ciorescu
Ciorescu (ryska: Крикова-Ноуэ) är en ort i Moldavien. Den ligger i distriktet Municipiul Chişinău, i den centrala delen av landet, vid floden Ichel. Ciorescu ligger 105 meter över havet och antalet invånare är 6 870.
Terrängen runt Ciorescu är platt. Trakten runt Ciorescu består till största delen av jordbruksmark.